# Draft 1990 de la NFL
1989 1991
La draft 1990 de la NFL est la 55e draft de la National Football League, permettant aux franchises de football américain de sélectionner des joueurs universitaires éligibles pour jouer professionnels. Le repêchage a eu lieu les 22 et 23 avril 1990, au New York Marriott Marquis de New York.
Avec le premier choix de sélection, les Colts d'Indianapolis sélectionnent le quarterback Jeff George. Au premier tour, les Seahawks de Seattle sélectionnent le defensive tackle Cortez Kennedy avec le troisième choix ; les Chargers de San Diego sélectionnent le linebacker Junior Seau avec le cinquième choix et les Cowboys de Dallas choisissent le running back Emmitt Smith en dix-septième position ; tous trois sont intronisés au Pro Football Hall of Fame.

## Draft
La Draft se compose de 12 tours, qui permettent 28 choix chacun (soit un par équipe en principe).
L'ordre des franchises est normalement décidé pour chaque tour par leurs résultats au cours de la saison précédente : plus une équipe réussit sa saison, plus son choix de draft sera tardif, et inversement. Par exemple, les Cowboys de Dallas, avec le pire bilan de la saison 1989 avec 1 victoire contre 15 défaites, obtiennent le premier choix de draft et le premier choix de chaque tour. Cependant, pour avoir choisi Steve Walsh lors de la draft supplémentaire de 1989, ils perdent leur choix de premier tour en 1990. Le premier choix revient donc aux Falcons d'Atlanta (3-13) qui font un échange avec les Colts d'Indianapolis. À l'inverse les 49ers de San Francisco, vainqueurs du Super Bowl XXIV et donc champions en titre, obtiennent le dernier choix de chaque tour.
Les choix de draft peuvent aussi être échangés entre les équipes, contre d'autres choix de draft ou même des joueurs, ce qui explique que certaines franchises aient plusieurs choix ou même aucun durant un tour.
Les franchises peuvent enfin recevoir des choix de compensations en fin de tour, qui permettent à des équipes ayant perdu plus de joueurs qu'ils ne pouvaient en acquérir à l'inter-saison d'effectuer une sélection supplémentaire.

Légende :
- ° : Intronisé au Pro Football Hall of Fame
- † : Joueur sélectionné pour le Pro Bowl

### 1ertour
Les joueurs sélectionnés au premier tour :
| Choix | Équipe                             | Joueur                  | Position         | Université                              | Notes                         |
| ----- | ---------------------------------- | ----------------------- | ---------------- | --------------------------------------- | ----------------------------- |
| -     | Cowboys de Dallas                  | -                       | -                | -                                       | [ Note 1 ]                    |
| 1     | Colts d'Indianapolis               | Jeff George †           | Quarterback      | Fighting Illini de l'Illinois           | Falcons → Colts,              |
| 2     | Jets de New York                   | Blair Thomas (en)       | Running back     | Nittany Lions de Penn State             |                               |
| -     | Cardinals de Phoenix               | -                       | -                | -                                       | [ Note 2 ]                    |
| 3     | Seahawks de Seattle                | Cortez Kennedy °        | Defensive Tackle | Hurricanes de Miami                     | Patriots → Seahawks,          |
| 4     | Buccaneers de Tampa Bay            | Keith McCants (en)      | Linebacker       | Crimson Tide de l'Alabama               |                               |
| 5     | Chargers de San Diego              | Junior Seau °           | Linebacker       | Trojans d'USC                           |                               |
| 6     | Bears de Chicago                   | Mark Carrier (en) †     | Free Safety      | Trojans d'USC                           |                               |
| 7     | Lions de Détroit                   | Andre Ware (en)         | Quarterback      | Cougars de Houston                      | [ Note 3 ]                    |
| 8     | Patriots de la Nouvelle-Angleterre | Chris Singleton (en)    | Linebacker       | Wildcats de l'Arizona                   | Seahawks → Patriots           |
| 9     | Dolphins de Miami                  | Richmond Webb †         | Offensive tackle | Aggies de Texas A&M                     |                               |
| 10    | Patriots de la Nouvelle-Angleterre | Ray Agnew (en)          | Defensive end    | Wolfpack de North Carolina State        | Colts → Seahawks, → Patriots  |
| 11    | Raiders de Los Angeles             | Anthony Smith (en)      | Defensive End    | Wildcats de l'Arizona                   |                               |
| 12    | Bengals de Cincinnati              | James Francis (en)      | Linebacker       | Bears de Baylor                         |                               |
| 13    | Chiefs de Kansas City              | Percy Snow (en)         | Linebacker       | Spartans de Michigan State              |                               |
| 14    | Saints de La Nouvelle-Orléans      | Renaldo Turnbull (en) † | Defensive End    | Mountaineers de la Virginie-Occidentale |                               |
| 15    | Oilers de Houston                  | Lamar Lathon (en) †     | Linebacker       | Cougars de Houston                      |                               |
| 16    | Bills de Buffalo                   | James Williams (en)     | Cornerback       | Bulldogs de Fresno State                |                               |
| 17    | Cowboys de Dallas                  | Emmitt Smith °          | Running Back     | Gators de la Floride                    | Steelers → Cowboys,           |
| 18    | Packers de Green Bay               | Tony Bennett (en)       | Linebacker       | Rebels d'Ole Miss                       | Browns → Packers,             |
| 19    | Packers de Green Bay               | Darrell Thompson (en)   | Running Back     | Golden Gophers du Minnesota             |                               |
| 20    | Falcons d'Atlanta                  | Steve Broussard (en)    | Running Back     | Cougars de Washington State             | Redskins → Falcons,           |
| 21    | Steelers de Pittsburgh             | Eric Green (en) †       | Tight end        | Flames de Liberty                       | Vikings → Cowboys, → Steelers |
| 22    | Eagles de Philadelphie             | Ben Smith (en)          | Cornerback       | Bulldogs de la Géorgie                  |                               |
| 23    | Rams de Los Angeles                | Bern Brostek            | Centre           | Huskies de Washington                   |                               |
| 24    | Giants de New York                 | Rodney Hampton (en) †   | Running Back     | Bulldogs de la Géorgie                  |                               |
| -     | Broncos de Denver                  | -                       | -                | -                                       | [ Note 4 ]                    |
| 25    | 49ers de San Francisco             | Dexter Carter (en)      | Running Back     | Seminoles de Florida State              |                               |

#### Échanges1ertour
1. ↑    1. 1 Indianapolis échange Chris Hinton, Andre Rison, un choix de cinquième tour en 1990 (121e) et un choix de premier tour en 1991 (13e), avec Atlanta pour un choix de premier tour en 1990 (1er), un choix de quatrième tour en 1990 (83e) un choix conditionnel de 1991.
2. ↑    1. 3 Seattle échange un choix de premier tour en 1990 (8e), un choix de premier tour en 1990 (10e), un choix de troisième tour en 1990 (64e) et un choix de quatrième tour en 1991 (101e) avec la Nouvelle-Angleterre pour un choix de premier tour 3e et un choix de deuxième tour de 1990 (29e).
3. ↑    1. 8 voir #3 Patriots → Seahawks
4. ↑    1. 10 Seattle échange Fredd Young (en) avec Indianapolis pour un choix de premier tour de 1989 (15e) et un choix de premier tour de 1990 (10e).
5. ↑    1. 10 voir #3 Patriots → Seahawks
6. ↑    1. 17 Dallas échange un choix de premier tour (21e) et un choix de troisième tour (81e) avec Pittsburgh pour un choix de premier tour (17e).
7. ↑    1. 18 Green Bay négocie un choix de deuxième tour en 1989 (31e), un choix de cinquième tour en 1989 (114e) avec Cleveland pour Herman Fontenot (en), un choix de troisième tour en 1989 (74e), un choix de cinquième tour en 1989 (127e) et un choix de premier tour en 1990 (18e).
8. ↑    1. 20 Atlanta échange Gerald Riggs (en) et un choix de cinquième tour en 1990 (111e) avec Washington contre un choix de deuxième tour en 1989 (38e) et un choix de premier tour en 1990 (20e).
9. ↑    1. 21 Dallas échange le running back Herschell Walker, des choix de troisième, cinquième et dixième tours de la draft 1990 (54e, 116e et 249e) et un choix de troisième tour de la draft 1991 avec le Minnesota contre le linebacker Jesse Solomon (en), le linebacker David Howard, le cornerback Issiac Holt (en), le running back Darrin Nelson (en), le defensive end Alex Stewart (en), un choix de premier tour de 1990 (21e), un choix de deuxième tour de 1990 (47e), un choix de sixième tour de 1990 (158e), un choix de premier tour de 1991 (11e), un choix de deuxième tour de 1991 (38e), un choix de premier tour en 1992 (13e), un choix de deuxième tour en 1992 (40e) et un choix de troisième tour en 1992 (71e).
10. ↑    1. 21 voir #17 Steelers  → Cowboys

### Joueurs notables sélectionnés dans les tours suivants
| Choix | Équipe                  | Joueur                | Position         | Université                             | Notes                 |
| ----- | ----------------------- | --------------------- | ---------------- | -------------------------------------- | --------------------- |
| 38    | Bengals de Cincinnati   | Harold Green (en) †   | Running back     | Gamecocks de la Caroline du Sud        |                       |
| 39    | Dolphins de Miami       | Keith Sims (en) †     | Offensive guard  | Cyclones d'Iowa State                  |                       |
| 40    | Chiefs de Kansas City   | Tim Grunhard (en) †   | Centre           | Fighting Irish de Notre-Dame           |                       |
| 45    | Browns de Cleveland     | Leroy Hoard (en) †    | Running back     | Wolverines du Michigan                 |                       |
| 48    | Packers de Green Bay    | LeRoy Butler †        | Strong safety    | Seminoles de Florida State             |                       |
| 53    | 49ers de San Francisco  | Eric Davis (en) †     | Cornerback       | Gamecocks de Jacksonville State        |                       |
| 70    | Steelers de Pittsburgh  | Neil O'Donnell †      | Quarterback      | Terrapins du Maryland                  |                       |
| 77    | Eagles de Philadelphie  | Fred Barnett (en) †   | Wide receiver    | Red Wolves d'Arkansas State            |                       |
| 89    | Seahawks de Seattle     | Chris Warren (en) †   | Running back     | Panthers de Ferrum                     |                       |
| 102   | Packers de Green Bay    | Jackie Harris (en) †  | Tight end        | Warhawks de Louisiana-Monroe           |                       |
| 108   | Buccaneers de Tampa Bay | Tony Mayberry (en) †  | Centre           | Demon Deacons de Wake Forest           | Broncos → Buccaneers, |
| 115   | Cardinals de Phoenix    | Larry Centers (en) †  | Fullback         | Lumberjacks de Stephen F. Austin (en)  |                       |
| 128   | Steelers de Pittsburgh  | Barry Foster (en) †   | Running back     | Razorbacks de l'Arkansas               |                       |
| 129   | Browns de Cleveland     | Rob Burnett (en) †    | Defensive End    | Orange de Syracuse                     |                       |
| 130   | Redskins de Washington  | Brian Mitchell †      | Running back     | Ragin' Cajuns de Louisiana             |                       |
| 140   | Jets de New York        | Terance Mathis (en) † | Wide receiver    | Lobos du Nouveau-Mexique               |                       |
| 159   | Packers de Green Bay    | Bryce Paup †          | Linebacker       | Panthers de Northern Iowa              |                       |
| 169   | Cardinals de Phoenix    | Johnny Johnson (en) † | Running back     | Spartans de San Jose State             |                       |
| 180   | Chiefs de Kansas City   | Dave Szott (en) †     | Offensive guard  | Nittany Lions de Penn State            |                       |
| 192   | Broncos de Denver       | Shannon Sharpe °      | Tight end        | Tigers de Savannah State (en)          |                       |
| 228   | Bears de Chicago        | Johnny Bailey (en) †  | Running Back     | Javelinas de Texas A&M–Kingsville (en) |                       |
| 241   | Vikings du Minnesota    | Terry Allen (en) †    | Running Back     | Tigers de Clemson                      |                       |
| 329   | Giants de New York      | Matt Stover †         | Kicker           | Bulldogs de Louisiana Tech             |                       |
| ND    | Chiefs de Kansas City   | Bryan Barker (en) †   | Punter           | Broncos de Santa Clara                 |                       |
| ND    | Vikings du Minnesota    | John Randle °         | Defensive tackle | Javelinas de Texas A&M–Kingsville (en) |                       |
| ND    | Steelers de Pittsburgh  | Kimble Anders (en) †  | Fullback         | Cougars de Houston                     |                       |

### Échanges tours suivants
1. ↑    1. 108 Tampa Bay échange Ron Holmes (en) avec Denver pour un choix de quatrième tour en 1990 (108e).

### Draft supplémentaire
Une draft supplémentaire a lieu à l’été de 1990. Pour chaque joueur sélectionné dans la draft supplémentaire, l’équipe perd son choix lors de ce tour lors de la draft de la saison suivante.
| Tour | Équipe               | Joueur               | Position      | Université         | Notes |
| ---- | -------------------- | -------------------- | ------------- | ------------------ | ----- |
| 1    | Jets de New York     | Rob Moore (en) †     | Wide receiver | Orange de Syracuse | ,     |
| 9    | Cardinals de Phoenix | Willie Williams (en) | Tight end     | Tigers de LSU      | ,     |